# The Sound of The Jam
The Sound of the Jam è una raccolta del gruppo punk inglese The Jam. Il disco è stato pubblicato per celebrare il venticinquesimo anniversario della fondazione del gruppo. È stata pubblicata anche una versione in 2 dischi che comprende un DVD con 11 video del gruppo, oltre a diversi pezzi inediti.

## Tracce
1. In the City - 2:20
2. Away From the Numbers - 4:03
3. The Modern World - 2:31
4. David Watts - 2:56
5. Down in the Tube Station at Midnight - 4:01
6. It's Too Bad - 2:37
7. To Be Someone - 2:30
8. Mr. Clean - 3:29
9. English Rose - 2:51
10. The Butterfly Collector - 3:09
11. The Eton Rifles - 3:59
12. Private Hell - 3:51
13. Thick as Thieves - 3:40
14. Smithers-Jones - 3:00
15. Saturdays Kids - 2:53
16. Going Underground - 2:56
17. Start! - 2:31
18. Liza Radley - 2:32
19. Pretty Green - 2:37
  - Boy About Town (bonus track solo versione inglese)
20. That's Entertainment - 3:36
21. Tales From the Riverbank - 3:26
22. Town Called Malice - 2:54
23. Ghosts - 2:11
24. Carnation - 3:28
25. Beat Surrender - 3:24